# ソフトウェア品質保証
ソフトウェア品質保証（ソフトウェアひんしつほしょう、英: software quality assurance, SQA）は、ソフトウェアの適切な品質を保証するために、プロジェクトで使用されるソフトウェアエンジニアリングプロセスと方法を監視する手段と実践である :10-5。ISO/IEC 9126 （現在はISO 25010で置き換え）、SPICE、CMMIなどの規格があり、適合を求められる場合もある。 
これには、管理者や開発者がソフトウェア製品と活動をレビューおよび監査して、ソフトウェアが標準に準拠する品質基準を満たしていることを確認するために使用できる標準と手順が含まれる。 Automotive SPICE（ ISO/IEC 15504に基づく）によると、ソフトウェア品質保証は、すべての作業成果物、アクティビティ、およびプロセスが事前定義された計画と品質戦略に準拠していることを独立して保証するサポートプロセス（SUP.1）である。 
SQAには、要求工学、ソフトウェア設計、コーディング、コードレビュー、ソースコード管理、ソフトウェア構成管理、テスト、リリース管理、ソフトウェア統合など、ソフトウェア開発プロセス全体が含まれており、SQAの目標、コミットメント、能力、活動、測定、検証、および妥当性確認に編成されている。 

## 目的
SQAには、次の3つのアプローチがある。
- 組織全体のポリシー、手順、および標準
- プロジェクト固有のポリシー、手順、および標準
- 適切な手順への準拠

コンピュータソフトウェアへのISO9001：2015の適用に関するガイドラインは、ISO/IEC/IEEE 90003:2018に記載されている。 プロジェクトが標準に準拠していることを確認するためのプロセス評価の一部として、外部エンティティを契約することができる。より具体的には、ソフトウェアの場合、 ISO / IEC 9126 （現在はISO 25010で置き換え）を検討し、ソフトウェアの品質に適用する必要がある。

## 活動
品質保証活動は、開発の各段階で行われます。アナリストは、アプリケーションテクノロジーと技術を使用して、モデル駆動型設計などの高品質の仕様と設計を実現する。エンジニアと技術者は、テストアクティビティを通じて、関連するソフトウェア品質のバグや問題を見つけます。標準とプロセスの逸脱は、プロジェクトマネージャや品質マネージャによって開発全体を通じて識別および対処されます。これらのマネージャーは、たとえば、変更管理ボードの一部として、機能、パフォーマンス、機能、アーキテクチャ、およびコンポーネントの変更（一般に：製品またはサービスの範囲の変更）が適切なレビューの後にのみ行われることも保証する。